# Kilmun
Kilmun är en ort i Storbritannien.   Den ligger i kommunen Argyll and Bute och riksdelen Skottland, i den nordvästra delen av landet, 600 km nordväst om huvudstaden London. Kilmun ligger 20 meter över havet och antalet invånare är 381.
Terrängen runt Kilmun är huvudsakligen kuperad, men åt sydost är den platt. Havet är nära Kilmun åt sydost. Runt Kilmun är det tätbefolkat, med 511 invånare per kvadratkilometer. Närmaste större samhälle är Greenock, 11,7 km öster om Kilmun. 